# مالكوم بروس
مالكوم بروس (بالإنجليزية: Malcolm Bruce) هو سياسي بريطاني، ولد في 17 نوفمبر 1944 في المملكة المتحدة. حزبياً، نشط في Scottish Liberal Democrats ‏ والديمقراطيون الليبراليون والحزب الليبرالي.

## مناصب
- انتخب عضو البرلمان الخمسون للمملكة المتحدة عن دائرة غوردون وقد انضم خلال فترته النيابية ‏ (19 مارس 1988 – 16 مارس 1992)  للكتلة البرلمانية الديمقراطيون الليبراليون.
- في الانتخابات العمومية للمملكة المتحدة 1983 [الإنجليزية]‏، انتخب عضو البرلمان التاسع والأربعون للمملكة المتحدة عن دائرة غوردون خلال فترته النيابية ‏ (9 يونيو 1983 – 18 مايو 1987).
- في الانتخابات العمومية للمملكة المتحدة 1987 [الإنجليزية]‏، انتخب عضو البرلمان الخمسون للمملكة المتحدة عن دائرة غوردون وقد انضم خلال فترته النيابية ‏ (11 يونيو 1987 – 19 مارس 1988)  للكتلة البرلمانية الحزب الليبرالي.
- في الانتخابات العامة في المملكة المتحدة 1992 [الإنجليزية]‏، انتخب عضو البرلمان الحادي والخمسون للمملكة المتحدة عن دائرة غوردون خلال فترته النيابية ‏ (9 أبريل 1992 – 8 أبريل 1997).
- في الانتخابات العامة في المملكة المتحدة 1997 [الإنجليزية]‏، انتخب عضو البرلمان الثاني والخمسون للمملكة المتحدة عن دائرة غوردون وقد انضم خلال فترته النيابية ‏ (1 مايو 1997 – 14 مايو 2001)  للكتلة البرلمانية الديمقراطيون الليبراليون.
- في الانتخابات العامة في المملكة المتحدة 2001، انتخب عضو برلمان المملكة المتحدة الـ53 عن دائرة غوردون وقد انضم خلال فترته النيابية ‏ (7 يونيو 2001 – 11 أبريل 2005)  للكتلة البرلمانية الديمقراطيون الليبراليون.
- في الانتخابات العامة في المملكة المتحدة 2005، انتخب عضو برلمان المملكة المتحدة الـ54 عن دائرة غوردون وقد انضم خلال فترته النيابية ‏ (5 مايو 2005 – 12 أبريل 2010)  للكتلة البرلمانية الديمقراطيون الليبراليون.
- في انتخابات المملكة المتحدة لعام 2010، انتخب عضو برلمان المملكة المتحدة الـ55 عن دائرة غوردون وقد انضم خلال فترته النيابية ‏ (6 مايو 2010 – 30 مارس 2015)  للكتلة البرلمانية الديمقراطيون الليبراليون.
- انتخب عضو مجلس الشورى البريطاني.
- انتخب Leader of the Scottish Liberal Democrats ‏ (3 مارس 1988 – 18 أبريل 1992).